# Lancer du disque féminin aux Jeux olympiques d'été de 2020
Pour des articles plus généraux, voir Athlétisme aux Jeux olympiques d'été de 2020 et Lancer du disque aux Jeux olympiques.
Navigation
Rio 2016 Paris 2024
L'épreuve du lancer du disque féminin aux Jeux olympiques de 2020 se déroule les 31 juillet et 2 août 2021 au Stade olympique national de Tokyo, au Japon.

## Records
Avant cette compétition, les records dans cette discipline étaient les suivants : 
| Record du monde  | Gabriele Reinsch (GDR) | 76,80 m | Neubrandenbourg | 9 juillet 1988    |
| Record olympique | Martina Hellmann (GDR) | 72,30 m | Séoul           | 29 septembre 1988 |

## Résultats

### Finale
| Rang               | Athlète           | Pays       | Essais | Essais | Essais | Essais | Essais | Essais | Marque | Notes |
| Rang               | Athlète           | Pays       | 1      | 2      | 3      | 4      | 5      | 6      | Marque | Notes |
| ------------------ | ----------------- | ---------- | ------ | ------ | ------ | ------ | ------ | ------ | ------ | ----- |
| Médaille d'or      | Valarie Allman    | États-Unis | 68,98  | x      | x      | 64,76  | 66,78  | x      | 68,98  |       |
| Médaille d'argent  | Kristin Pudenz    | Allemagne  | 63,07  | 65,34  | 64,35  | x      | 66,86  | x      | 66,86  | PB    |
| Médaille de bronze | Yaimé Pérez       | Cuba       | 65,72  | 62,16  | 63,20  | 65,20  | x      | x      | 65,72  |       |
| 4                  | Sandra Perkovic   | Croatie    | 62,53  | x      | 65,01  | x      | x      | 63,25  | 65,01  |       |
| 5                  | Liliana Cá        | Portugal   | 62,31  | 63,93  | x      | x      | x      | x      | 63,93  |       |
| 6                  | Kamalpreet Kaur   | Inde       | 61,62  | x      | 63,70  | x      | 61,37  | x      | 63,70  |       |
| 7                  | Shadae Lawrence   | Jamaïque   | 60,22  | 62,12  | 58,98  | 59,46  | 59,26  | x      | 62,12  |       |
| 8                  | Marike Steinacker | Allemagne  | x      | 62,02  | x      | x      | 60,10  | 60,32  | 62,02  |       |
| 9                  | Claudine Vita     | Allemagne  | 60,70  | x      | 61,80  |        |        |        | 61,80  |       |
| 10                 | Chen Yang         | Chine      | 61,57  | 59,59  | 61,43  |        |        |        | 61,57  |       |
| 11                 | Izabela da Silva  | Brésil     | 60,39  | x      | 59,56  |        |        |        | 60,39  |       |
| 12                 | Daisy Osakue      | Italie     | 59,97  | x      | x      |        |        |        | 59,97  |       |

### Qualifications
Qualification : 64,00 m (Q) ou les 12 meilleures performances (q).
| Rang | Groupe | Athlète                   | Pays       | 1     | 2     | 3     | Marque | Notes |
| ---- | ------ | ------------------------- | ---------- | ----- | ----- | ----- | ------ | ----- |
| 1    | B      | Valarie Allman            | États-Unis | 66,42 | —     | —     | 66,42  | Q     |
| 2    | B      | Kamalpreet Kaur           | Inde       | 60,29 | 63,97 | 64,00 | 64,00  | Q     |
| 3    | A      | Sandra Perkovic           | Croatie    | 63,75 | x     | x     | 63,75  | q     |
| 4    | A      | Kristin Pudenz            | Allemagne  | 63,53 | x     | 63,73 | 63,73  | q     |
| 5    | B      | Daisy Osakue              | Italie     | 52,26 | 63,66 | x     | 63,66  | q, NR |
| 6    | B      | Marike Steinacker         | Allemagne  | 63,22 | x     | x     | 63,22  | q     |
| 7    | B      | Yaime Pérez               | Cuba       | 62,90 | 63,18 | 59,97 | 63,18  | q     |
| 8    | B      | Liliana Cá                | Portugal   | 57,70 | 62,85 | x     | 62,85  | q     |
| 9    | B      | Chen Yang                 | Chine      | 62,59 | 61,57 | 62,72 | 62,72  | q     |
| 10   | B      | Claudine Vita             | Allemagne  | 62,39 | 62,46 | 62,38 | 62,46  | q     |
| 11   | A      | Shadae Lawrence           | Jamaïque   | 59,55 | 62,27 | x     | 62,27  | q     |
| 12   | B      | Izabela da Silva          | Brésil     | 56,14 | 61,52 | 60,64 | 61,52  | q     |
| 13   | B      | Marija Tolj               | Croatie    | 54,76 | 61,48 | 60,33 | 61,48  |       |
| 14   | A      | Jorinde van Klinken       | Pays-Bas   | x     | 61,15 | x     | 61,15  |       |
| 15   | A      | Melina Robert-Michon      | France     | x     | 60,88 | 59,81 | 60,88  |       |
| 16   | A      | Seema Punia               | Inde       | x     | 60,57 | 58,93 | 60,57  |       |
| 17   | B      | Bin Feng                  | Chine      | 59,26 | 60,45 | x     | 60,45  |       |
| 18   | B      | Subenrat Insaeng          | Thaïlande  | 54,99 | 59,23 | 56,82 | 59,23  |       |
| 19   | A      | Chrysoula Anagnostopoulou | Grèce      | 57,06 | 59,18 | 58,55 | 59,18  |       |
| =20  | A      | Xinyue Su                 | Chine      | 55,37 | 58,90 | 57,85 | 58,90  |       |
| =20  | B      | Andressa de Morais        | Brésil     | x     | x     | 58,90 | 58,90  |       |
| 22   | B      | Dani Stevens              | Australie  | 53,01 | 58,77 | 54,60 | 58,77  |       |
| 23   | A      | Denia Caballero           | Cuba       | x     | 57,96 | x     | 57,96  |       |
| 24   | A      | Fernanda Martins          | Brésil     | x     | 57,90 | x     | 57,90  |       |
| 25   | A      | Irina Rodrigues           | Portugal   | x     | 54,60 | 57,03 | 57,03  |       |
| 26   | B      | Dragana Tomasevic         | Serbie     | 55,97 | 56,95 | 56,43 | 56,95  |       |
| 27   | A      | Rachel Dincoff            | États-Unis | 55,10 | x     | 56,22 | 56,22  |       |
| 28   | A      | Kelsey Card               | États-Unis | 54,85 | 55,78 | 56,04 | 56,04  |       |
| 29   | B      | Karen Gallardo            | Chili      | 55,36 | 53,89 | 55,81 | 55,81  |       |
| 30   | A      | Alexandra Emilianov       | Moldavie   | 54,57 | x     | x     | 54,57  |       |
| 31   | A      | Nataliya Semenova         | Ukraine    | x     | x     | 54,28 | 54,28  |       |

## Légende
Records et Performances
- AR : Record continental (area record)
- CR : Record des championnats (championship record)
- MR : Record du meeting (meet record)
- NR : Record national (national record)
- OR : Record olympique (olympic record)
- PR : Record paralympique (paralympic record)
- PB : Record personnel (personal best)
- SB : Meilleure performance personnelle de la saison (season's best)
- WL : Meilleure performance mondiale de l'année (world leader)
- WJR : Record du monde junior (world junior record)
- WR : Record du monde (world record)

Circonstances et Conditions
- DNF : N'a pas terminé (did not finish)
- DNS : N'a pas pris le départ (did not start)
- DQ : Disqualification (disqualification)
- NM : Aucun essai valable enregistré (No Mark)
- Q : Qualifié « directement » au prochain tour (ou à la prochaine compétition), lors d'une compétition majeure, grâce au classement ou à la réalisation des minima (automatic qualifier)
- q : Qualifié au prochain tour (ou à la prochaine compétition), lors d'une compétition majeure, grâce au repêchage ou à la réalisation de l'une des meilleures performances parmi celles des « non qualifiés directement » (grâce au meilleur temps ou à la meilleure distance par exemple) (secondary qualifier)